# Air Mandalay
Air Mandalay Limited, en birmano: အဲမန္တလေး, fue una aerolínea con base en Rangún, Birmania. Era una aerolínea regional que operaba vuelos de cabotaje y vuelos chárter internacionales a los países vecinos. Su base de operaciones principal fue el Aeropuerto Internacional de Rangún.

## Historia
La aerolínea fue fundada el 6 de octubre de 1994 y comenzó a operar el 18 de octubre de 1994 con un vuelo desde Rangún a Mandalay. Fue el primer vuelo de cabotaje y regional de Joint Venture Airline en Birmania. Fue fundada como una colaboración de empresas entre Air Mandalay Holdings Singapore (51%) y Myanmar National Airlines. El 25 de octubre de 1995, Air Mandalay inició su primer vuelo internacional desde Rangún a Chiang Mai en Tailandia.
Cesó sus operaciones, aduciendo una subida de costes del combustible, en septiembre de 2018.

## Antiguos destinos
Air Mandalay operó vuelos regulares a los siguientes destinos:
| Países    | Destinos   | Aeropuertos                            | Notas          |
| --------- | ---------- | -------------------------------------- | -------------- |
| Birmania  | Bagan      | Aeropuerto Nyaung U                    |                |
| Birmania  | Heho       | Aeropuerto de Heho                     |                |
| Birmania  | Kengtung   | Aeropuerto de Kengtung                 |                |
| Birmania  | Mandalay   | Aeropuerto Internacional de Mandalay   | HUB secundario |
| Birmania  | Myitkyina  | Aeropuerto de Myitkyina                |                |
| Birmania  | Naipyidó   | Aeropuerto Internacional de Naipyidó   |                |
| Birmania  | Rangún     | Aeropuerto Internacional de Rangún     | HUB principal  |
| Birmania  | Sittwe     | Aeropuerto de Sittwe                   |                |
| Birmania  | Tachilek   | Aeropuerto de Tachilek                 |                |
| Birmania  | Thandwe    | Aeropuerto de Thandwe                  |                |
| Tailandia | Chiang Mai | Aeropuerto Internacional de Chiang Mai |                |

## Flota histórica
La flota de Air Mandalay incluyó las siguientes aeronaves:
| Aeronaves       | Total | Introducido | Retirado | Matrículas                                                  |
| --------------- | ----- | ----------- | -------- | ----------------------------------------------------------- |
| ATR 42          | 3     | 2000        | 2014     | F-OHOS, F-OHOT y F-OHRN (rrg. XY-AIJ)                       |
| ATR 72          | 4     | 1994        | 2017     | F-OHFS (rrg. XY-AEY), F-OHLB, XY-AIR y F-OHFZ (rrg. XY-AIH) |
| Embraer ERJ-145 | 3     | 2015        | 2018     | XY-ALD, XY-ALE y XY-ALI                                     |